# Fontaine aux Abeilles
La fontaine aux Abeilles est un monument historique situé à Haguenau, dans le département français du Bas-Rhin.

## Localisation
Cette construction est située square Saint-Georges, rue des Écoles et rue Saint-Georges à Haguenau.

## Historique
L'édifice fait l'objet d'un classement au titre des monuments historiques depuis 1984.

## Architecture

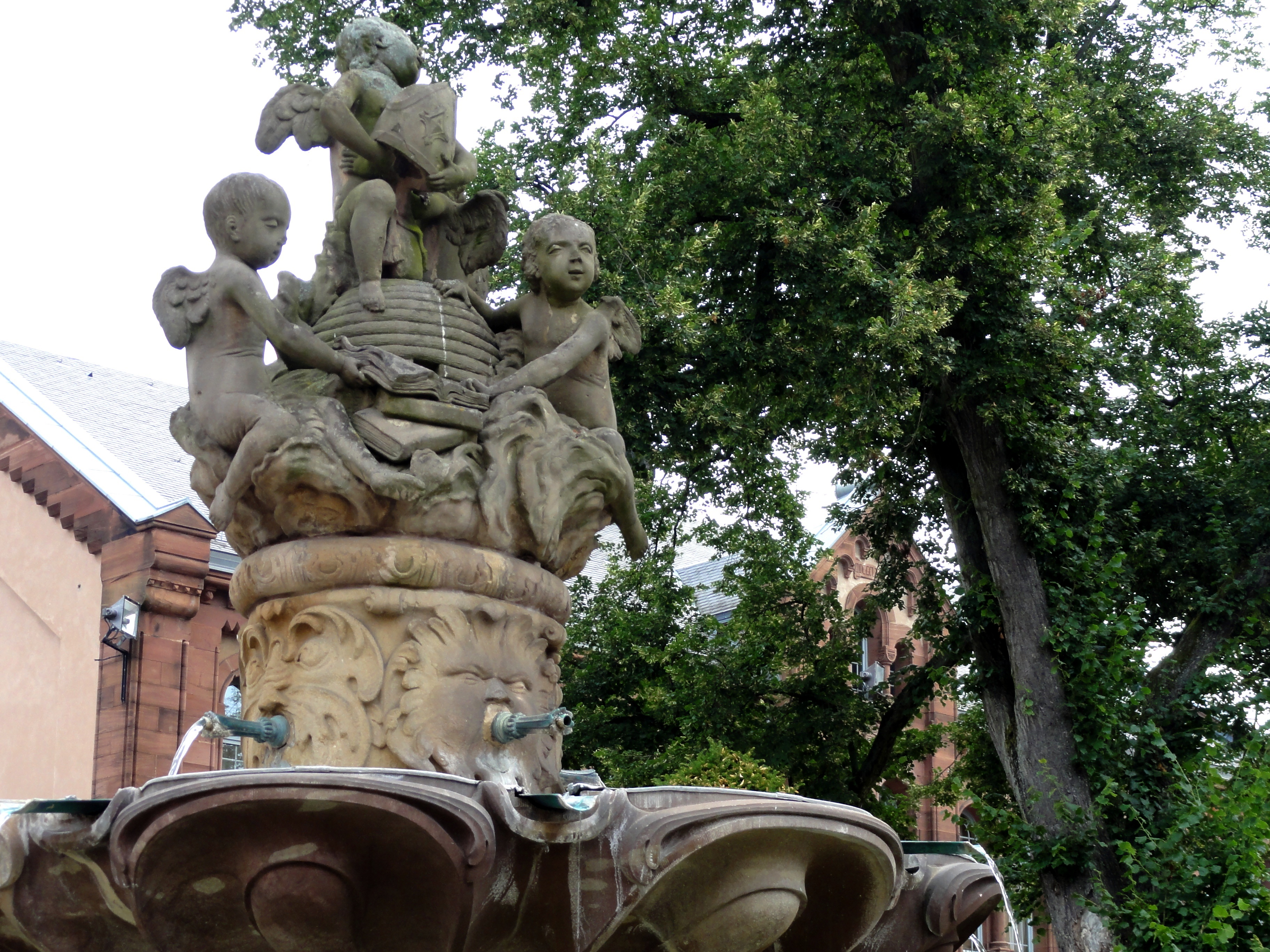
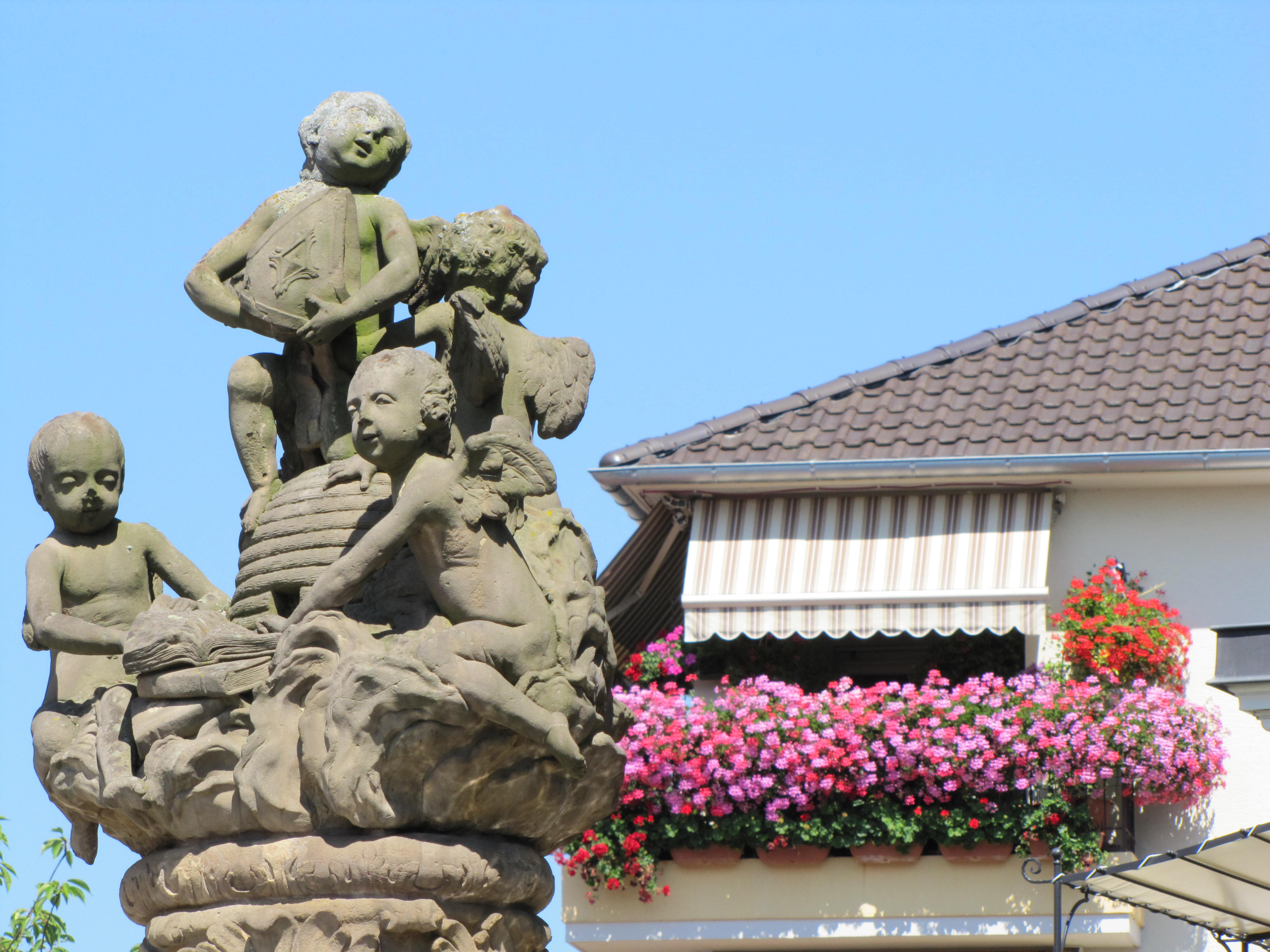